# Julens ljus
Julens ljus är en julskiva från 2006 av Stockholms Studentsångare. Som gästartist medverkar Gunilla Backman och som organist Johan Lindström. Dirigent är Karin Oldgren. Skivan är inspelad av Håkan Sjögren i Hölö kyrka och utgiven av Proprius. Hittills har den som bäst placerat sig på en sjundeplats på musikbranschens veckoförsäljningslista.

## Låtlista
1. Joy to the World
2. I juletid
3. Bereden väg
4. Dotter Sion
5. Hosiannah!
6. Det är en ros utsprungen
7. Nu tändas tusen juleljus
8. Julvisa (Giv mig ej glans...)
9. Ave Maria
10. O magnum mysterium
11. Mitt hjerte alltid vanker
12. Forunderligt at sige
13. I Wonder as I Wander
14. It Came Upon a Midnight Clear
15. Three Kings of Orient
16. Look! Shepherds of Bethlehem
17. God Rest Ye Merry, Gentlemen
18. I Saw Three Ships
19. Tomorrow shall Be My Dancing Day
20. När juldagsmorgon glimmar
21. På krubbans strå
22. Marias vaggsång
23. Stilla natt
24. Jul, jul, strålande jul